# Steppe et forêts claires du Sud du Sahara
Localisation
La région de steppe et forêts claires du Sud du Sahara est une écorégion terrestre définie par le WWF, appartenant au biome des déserts et terres arbustives xériques de l'écozone paléarctique à la limite de l'écozone afrotropicale, en Afrique occidentale et centrale. Elle couvre une partie de la Mauritanie, du Mali, de l'Algérie, du Niger, du Tchad et du Soudan.

## Répartition
Zone de transition entre le Sahara et les régions soudaniennes, le Sahel forme une pénéplaine faiblement ondulée avec des altitudes ne dépassant pas 600 m. Cette région forme une longue bande de 1 101 700 km² limitée au nord par le désert du Sahara, au sud par la savane sahélienne à Acacia, à l'est par la mer Rouge ; selon l'altitude, elle confine aux régions montagneuses des forêts claires xériques d'altitude de l'Ouest du Sahara (en) et à celles de l'Est du Sahara. À l'ouest, non loin de l'océan Atlantique, elle confine aux  steppes et forêts claires du Nord du Sahara, aux conditions naturelles similaires, dont elle se distingue par un régime de pluies différent et par la présence d'espèces afrotropicales alors que le Nord du Sahara présente davantage d'espèces paléarctiques

## Climat

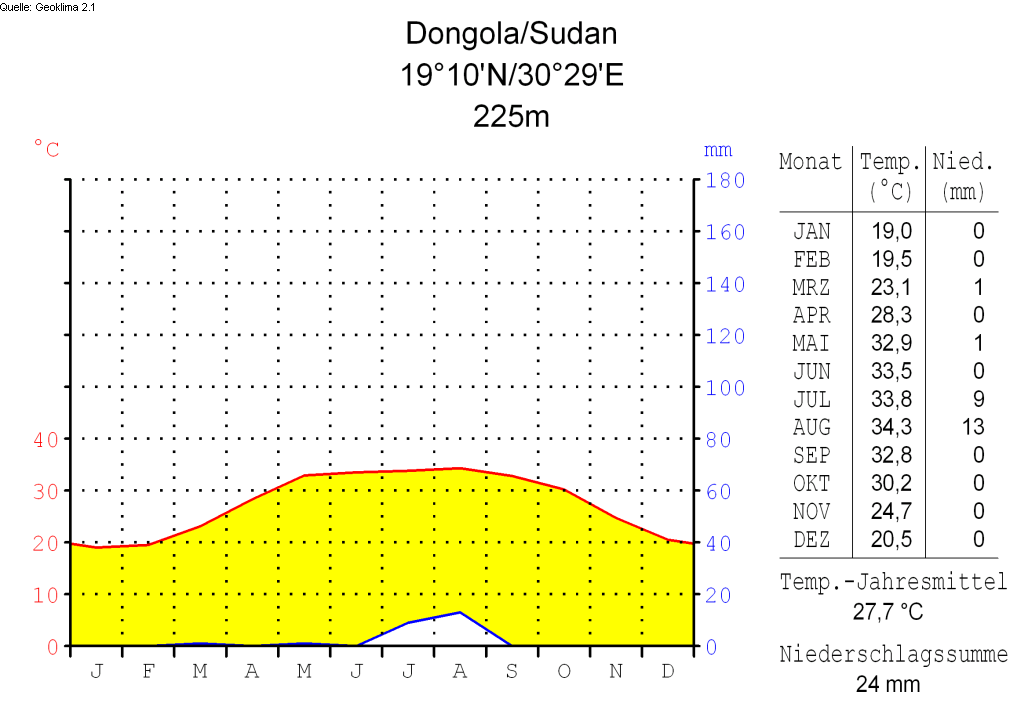
Climogramme de Dongola (Soudan).

Le climat est chaud, avec une moyenne de 20°C au mois le plus froid : la température annuelle moyenne varie entre 26°C et 30°C, sauf sur le littoral du Soudan. La saison sèche dure 8 à 10 mois par an : les précipitations varient de 500 à 80 mm selon les années avec un maximum en juillet-août, la moyenne annuelle étant comprise entre 200 mm à la lisière sud et 100 mm à la lisière nord ; les périodes de sécheresse peuvent durer plusieurs années. Les sols sont généralement ferrugineux, sableux ou argileux, avec des zones d'affleurement rocheux, caillasse ou cuirasse.

## Flore
Frank White compte 1 200 espèces végétales au Sahel dont seulement 3% endémiques, 6% se prolongeant en Somalie et pays masaï, 5% communes au Sahel et à l'Afrique australe, 14% au Sahel et au Sahara méridional, 26% aux régions sahéliennes et soudaniennes, 46% constituant la végétation habituelle du Sahel, les plus communes étant des formes épineuses du genre Acacia.
La végétation dominante est désignée par certains auteurs comme « steppe à épineux » ou comme « pseudo-steppe », différente de la steppe à hivers froids des régions extratropicales. Elle consiste en graminées annuelles formant un tapis discontinu, d'une hauteur ne dépassant pas 80 cm, disparaissant pendant la saison sèche hormis quelques touffes pérennes d'espèces résistantes comme Panicum turgidum. Les pâturages saisonniers se composent des Eragrostis, Aristida, Stipagrostis, Tribulus, Heliotropium et Pulicaria. Les espèces arbustives, qui poussent principalement le long des oueds, comprennent  Acacia tortilis, Acacia ehrenbergiana, Balanites aegyptiaca et Maerua crassifolia. La végétation varie notablement selon les conditions géologiques et hydrologiques : Panicum Turgidum, Leptadenia pyrotechnica et Maerua crassifolia sont caractéristiques de la zone de transition sahélo-saharienne alors que Bauhinia rufescens, Piliostigma reticulatum appartiennent à la transition sahélo-soudanienne ; des espèces arbustives d'une hauteur de 2 à 3 m, Acacia senegal, Commiphora africana, Balanites aegyptiaca se rencontrent dans les zones moins arides (250 mm de précipitations par an) tandis que Diospyros mespiliformis, Abrus precatorius et des graminées comme Cenchrus biflorus (cram-cram) s'étendent sur la plus grande partie du continent.
Plusieurs espèces d'arbre donnent des fruits comestibles : Balanites aegyptiaca, jujubier, marula, tamarinier, Annona senegalensis, etc., ainsi que du bois de chauffage et d'ouvrage. Leur feuillage fournit un fourrage aérien plus riche que celui tiré des herbes basses.
Les feux de brousse sont moins fréquents que dans les régions soudaniennes mais la végétation est menacée par le surpâturage et par la surexploitation du bois à brûler et du charbon de bois.

Flore et population
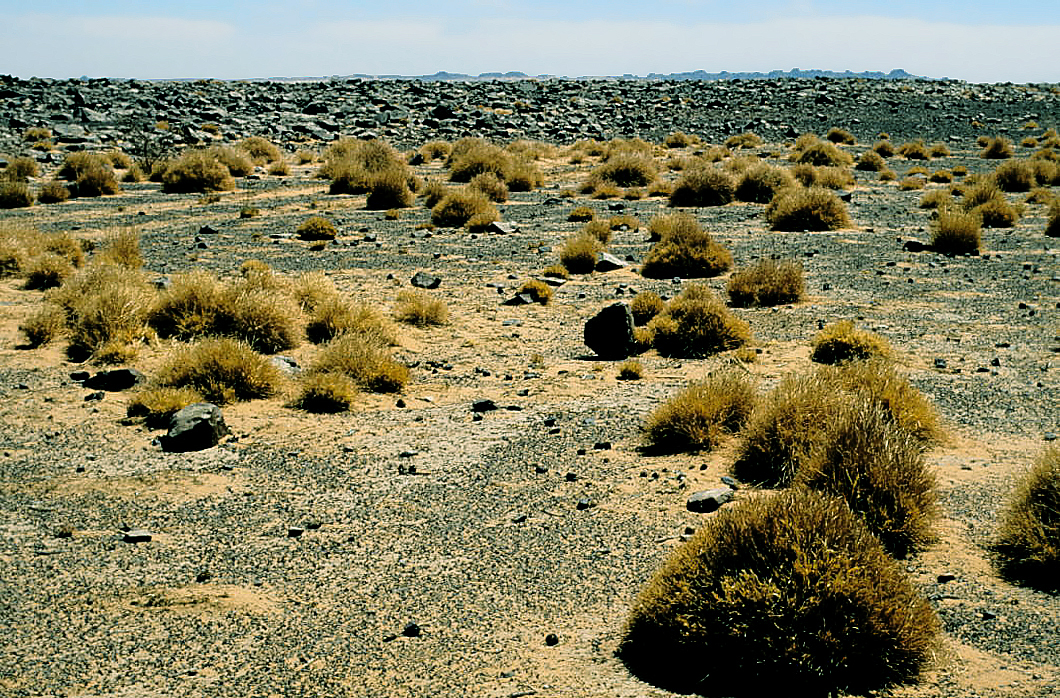
Végétation de l'Adrar (Mauritanie) en mars 1997.
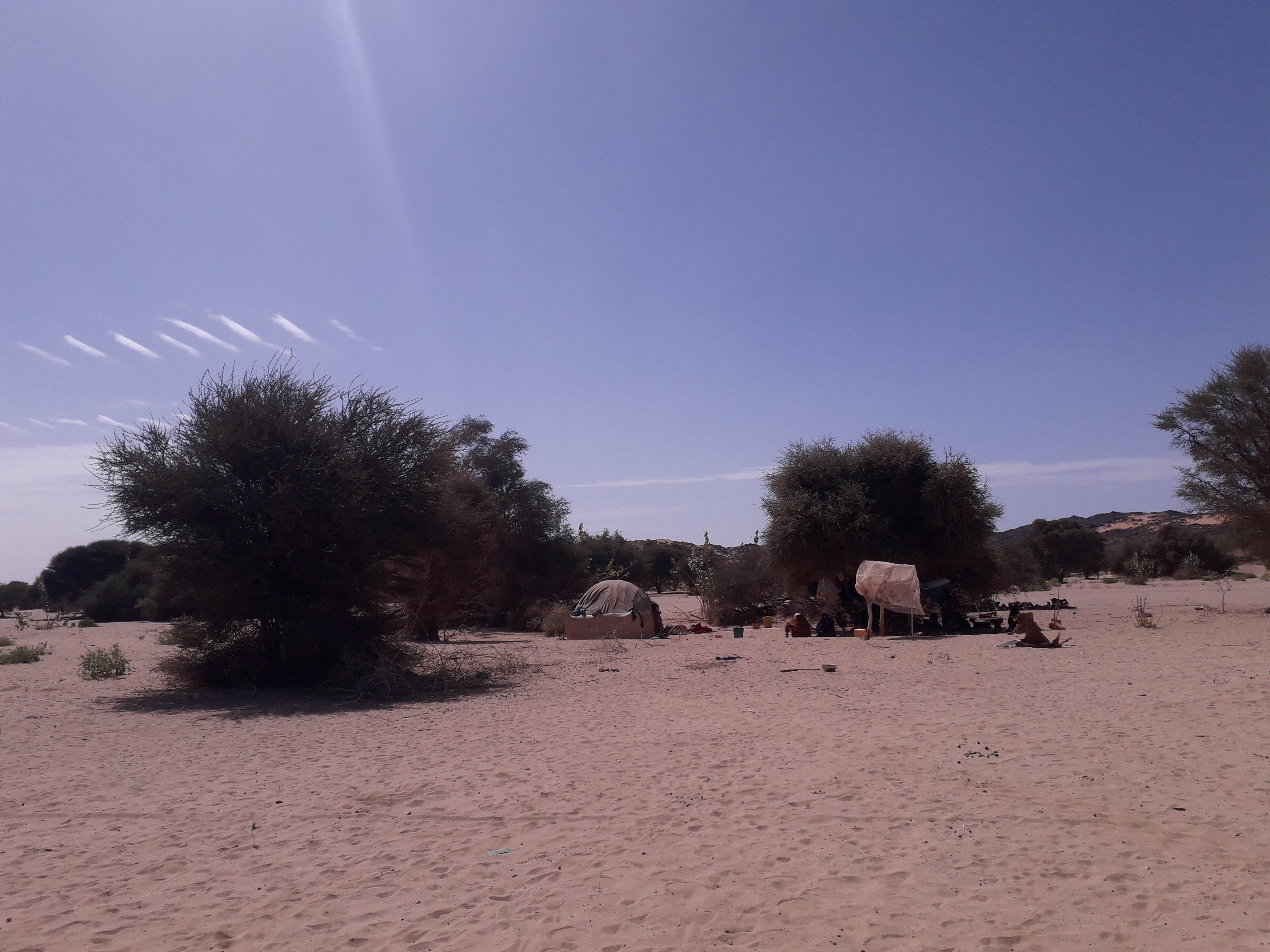
Camp de Touaregs dans l'Aïr (Niger) en février 2021.
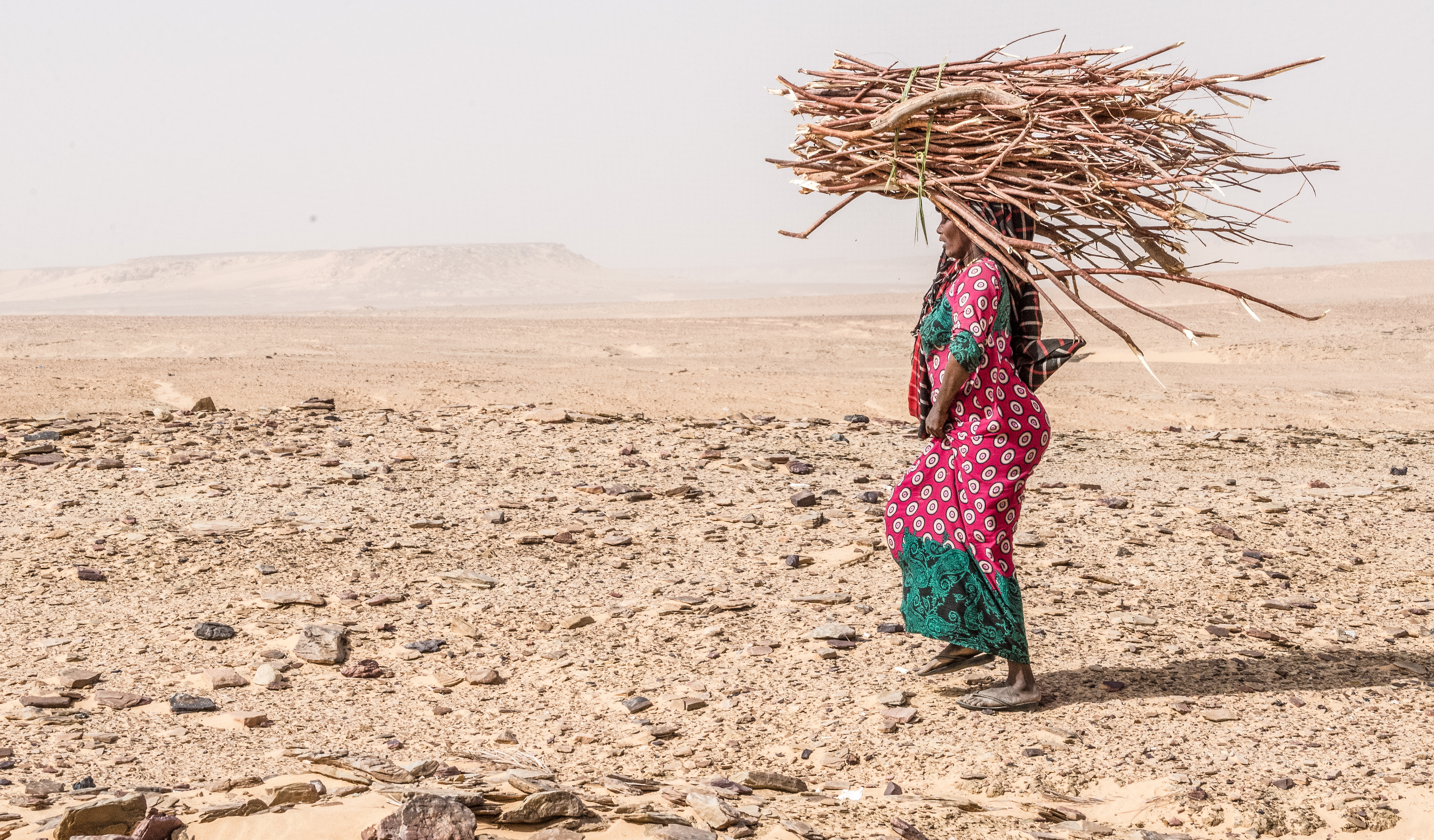
Ramassage de bois à brûler dans le Borkou (Tchad) en décembre 2017.
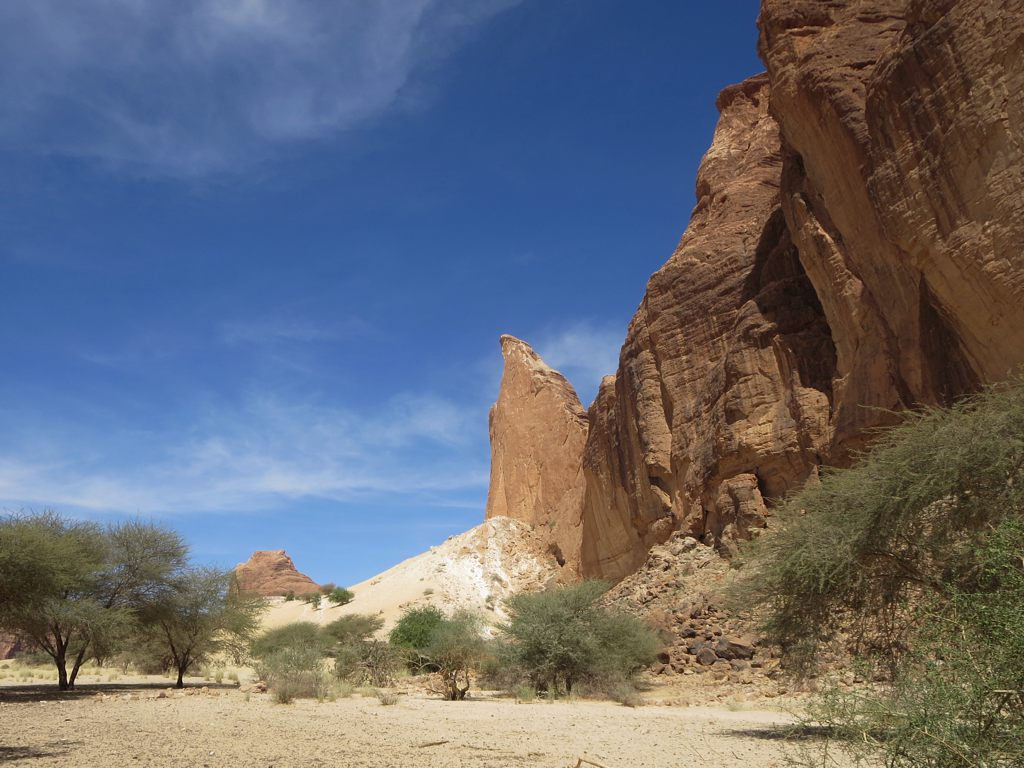
Acacias dans l'Ennedi (Tchad) en octobre 2015.
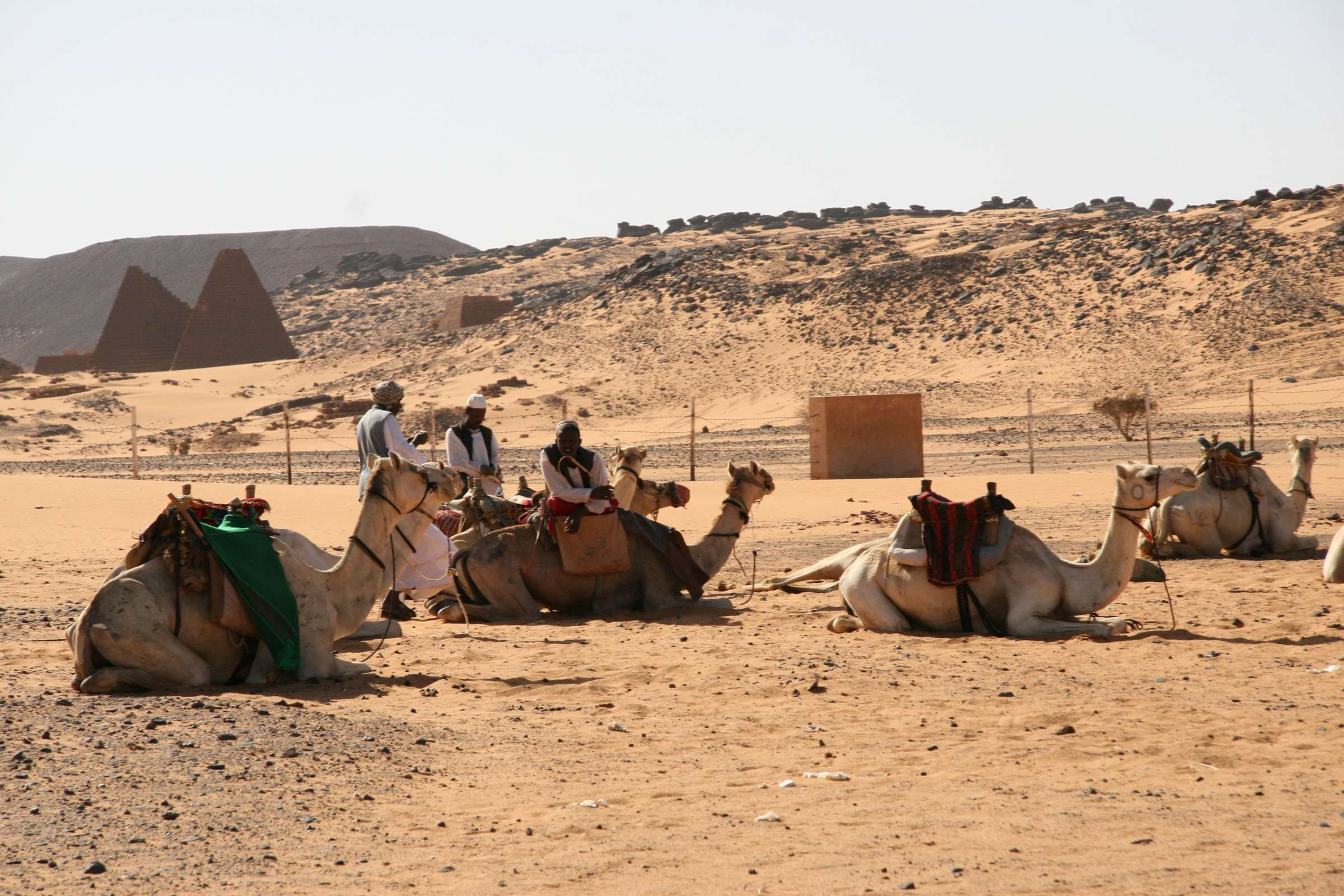
Nomades et pyramides nubiennes au Darfour (Soudan) en 2008.
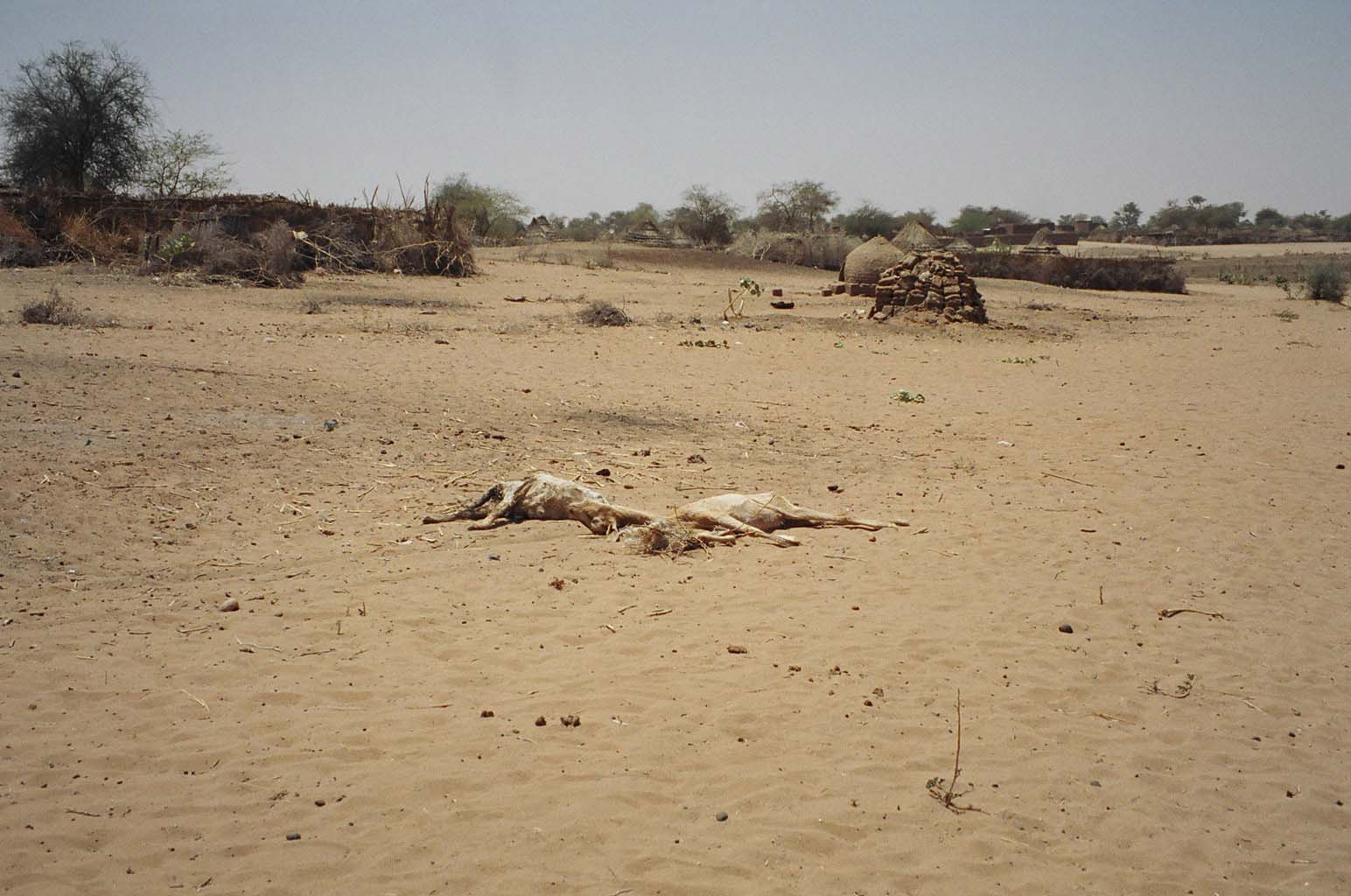
Village déserté au Darfour, date inconnue.

## Faune
Les grands mammifères sauvages qui peuplaient de cette région ont disparu ou ne comptent plus que des petites populations dispersées : antilope addax, gazelle de Rhim, gazelle dorcas, gazelle dama, hyène rayée, guépard, lycaon, ainsi que l'autruche. Le mouflon à manchettes existe peut-être encore dans quelques zones rocheuses. La gazelle oryx et le bubale d'Afrique du Nord ont totalement disparu. Parmi les petits mammifères, Gerbillus dongolanus est la seule espèce entièrement endémique à la région à côté de Gerbillus mauritaniae et Gerbillus principulus.
Le Sahel est une aire de repos saisonnière pour de nombreux oiseaux migrateurs venus d'Europe. Les phases prolongées de sècheresse et l'épuisement des ressources nutritives de cette région, après une traversée de 1 700 km de désert, compromettent fortement leur survie alors que le réchauffement climatique en cours augmente la longueur du trajet.

Faune disparue
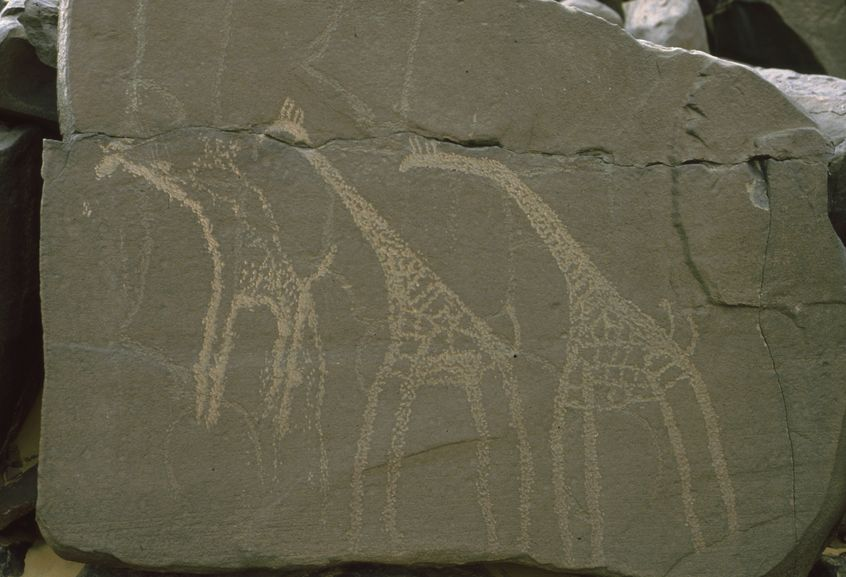
Girafes de la dernière période pluviale du Sahara, pétroglyphe de l'Aïr (Niger).
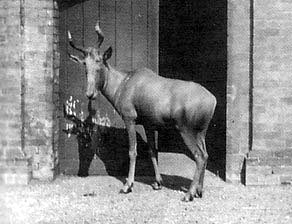
Alcelaphus buselaphus buselaphus photographié au zoo de Londres en 1895.
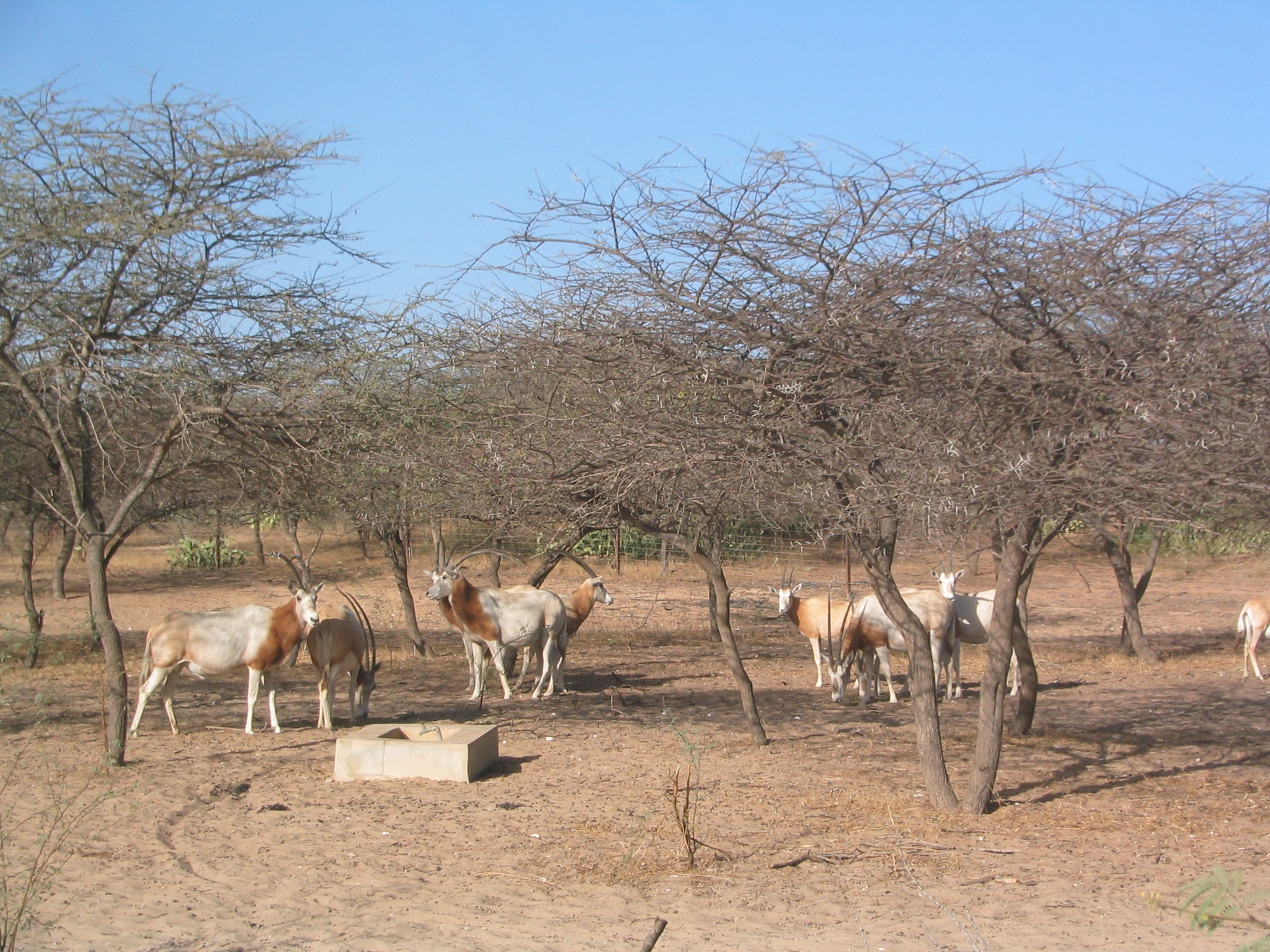
Oryx en captivité à la réserve de Guembeul (Sénégal) en février 2003.

## Aires protégées
La région compte plusieurs aires protégées : la réserve de faune Ouadi Rimé-Ouadi Achim au Tchad et les réserves naturelles de l'Aïr et du Ténéré au Niger. Cependant, les conflits qui agitent la région rendent leur protection aléatoire.